# یوسف سیربو
یوسف سیربو (انگلیسی: Iosif Sîrbu; ۲۵ سپتامبر ۱۹۲۵ – ۶ سپتامبر ۱۹۶۴) تیرانداز اهل رومانی بود.
وی در مسابقات کشوری و بین‌المللی در مجموع برندهٔ ۱ مدال طلا شده‌است.